# Yoichiro Nambu
Yōichirō Nambu (Japans: 南部 陽一郎, Nambu Yōichirō) (Fukui, 18 januari 1921 – Osaka, 5 juli 2015) was een Amerikaans natuurkundige van Japanse komaf. Hij bedacht de kleurlading voor quarks en deed pionierswerk op het gebied van de spontane symmetriebreking. Tevens geldt hij als een van de grondleggers van de snaartheorie.
In 2008 ontving Nambu de Nobelprijs voor Natuurkunde voor zijn ontdekking van het mechanisme achter spontane symmetriebreking in de subatomaire natuurkunde.

## Biografie
Yōichirō was de zoon van Kichiro en Kimiko Nambu. Na de Fujishima High School studeerde hij natuurkunde aan de Keizerlijke Universiteit van Tokio. Hij behaalde er zijn bachelor in 1942 en promoveerde in 1952. Daarvoor, in 1949, was hij aangenomen als docent aan de Osaka Stadsuniversiteit. Het jaar daarop werd de toen 29-jarige Nambu benoemd tot hoogleraar.
Na zijn promotie werd hij in 1952 door Robert Oppenheimer uitgenodigd voor een studie aan het Institute for Advanced Study te Princeton. Hier raakte hij bevriend met Albert Einstein. Twee jaar later stapte hij over naar de universiteit van Chicago, waar hij samenwerkte met Enrico Fermi en in 1958 werd bevorderd tot hoogleraar. In 1970 nam hij de Amerikaanse nationaliteit aan. Van 1974 tot 1977 was hij voorzitter van de natuurkundefaculteit.

## Werk
Nambu is vermaand voor het bedenken van kleurlading van de kwantumchromodynamica. Samen met zijn Chicago-collega Moo-Young Han introduceerde Nambu in 1965 dit nieuwe kwantumgetal voor quarks als antwoord op het uitsluitingsprincipe van Pauli voor identieke quarks in dezelfde kwantumtoestand.
Zijn vroege werk op het gebied van spontane symmetriebreking (SSB) vormde de basis voor het daarop volgende onderzoek door Makoto Kobayashi en Toshihide Maskawa. Spontane symmetriebreking gaat over processen waarin een symmetrische toestand van het ene op het andere moment verandert in een niet-symmetrische toestand. Toen Nambu zijn theorie gereed had, zag hij dat ze ook toepasbaar was op elementaire deeltjes. Het verschafte daarmee niet alleen een belangrijk kader voor het standaardmodel van de deeltjesfysica maar ook voor het bestaan van het Higgsveld. Hiervoor kreeg hij in 2008 de helft van de Nobelprijs voor de Natuurkunde; de andere helft ging naar Kobayashi en Maskawa.
Daarnaast is zijn naam verbonden aan het Nambu-Goldstone (NG)-boson, een massaloos spin-0-deeltje die gevormd wordt als gevolg van spontane symmetriebreking, alsmede het Nambu-Jona-Lasinio (NIL)-model en de Nambu-Goto-actie in de snaartheorie.
Naast de Nobelprijs werd Nambu ook onderscheiden met onder andere de Dannie Heineman Prize (1970), de J. Robert Oppenheimer Prize (1977), de Japanse Orde van Culturele Verdienste (1978), de National Medal of Science (1982), de Max Planck-medaille (1985), de Diracprijs (1986), de Sakurai Prize (1994), de Wolfprijs voor Fysica (1994/95) en de Benjamin Franklin Medal (2005).
Hij overleed in 2015 op 94-jarige leeftijd in het Japanse Osaka, waar hij professor was aan de universiteit.

## Werken
- Quarks: Frontiers in Elementary Particle Physics (1985)
- Fields, Symmetries, Strings (1986)
- Broken Symmetry: Selected Papers of Y. Nambu (1995)